# Недосекин, Виктор Иванович
Виктор Иванович Недосекин (7 [20] января 1908, посёлок Урало-Волжского металлургического завода, Царицын, Саратовская губерния — 9 февраля 1976, Смоленск) — советский государственный и партийный деятель, первый секретарь Свердловского обкома ВКП (б) (1946—1952) и первый секретарь Тульского обкома ВКП (б)—КПСС (1952—1953).

## Биография
Родился в семье рабочих.
В 1923 году окончил профтехшколу при Енакиевском металлургическом заводе, в 1952 году — Курсы переподготовки при ЦК ВКП(б).
В 1923 году был направлен на Надеждинский (ныне — Серовский) металлургический завод (Уральская область), работал бригадиром сборки металлоконструкций.
В 1929 году переехал в Свердловск, работал бригадиром на строительстве Уральского завода тяжёлого машиностроения (Уралмашзавода), в 1930 году вступил в ВКП (б). В 1930—1932 годах служил в РККА, затем вернулся на строительство Уралмашзавода (строительство завода было завершено в 1933 году). С 1933 года — мастер, старший мастер, затем начальник цеха Уралмашзавода.
12 июня 1938 года был избран депутатом Верховного Совета РСФСР по Сталинскому избирательному округу № 489.
В августе 1938 года избран первым секретарём Орджоникидзевского райкома ВКП (б) г. Свердловска. С января 1939 года — второй секретарь Свердловского горкома ВКП(б), фактически возглавлял городскую парторганизацию, поскольку первый секретарь Свердловского горкома ВКП (б) Василий Андрианов занимал эту должность по совместительству.
С июня 1942 года — председатель исполнительного комитета Свердловского областного Совета, одновременно с 1 марта 1944 по 20 июня 1947 года — заместитель председателя Верховного Совета РСФСР. Во время войны принимал участие в организации размещения промышленных предприятий, эвакуированных на Урал из Европейской части России.
В марте 1946 года избран первым секретарем Свердловского областного комитета ВКП (б), одновременно до февраля 1950 года — первый секретарь Свердловского городского комитета ВКП (б). В августе 1952 года переведён на пост первого секретаря Тульского областного комитета ВКП(б) - КПСС.
В ноябре 1953 года освобождён от должности первого секретаря Тульского обкома КПСС. В марте 1954 года Президиумом ЦК КПСС был подвергнут критике за «ряд грубых ошибок в работе, особенно в руководстве сельским хозяйством» и решением Февральско-мартовского пленума ЦК КПСС от 2 марта 1954 года выведен из состава ЦК КПСС.
С 1954 по 1969 годы — заместитель председателя Смоленского облисполкома.
С марта 1969 года — персональный пенсионер союзного значения, г. Смоленск.
Похоронен на Братском кладбище в Смоленске.

## Участие в работе центральных органов власти
Член ЦК КПСС (1952—1954). Делегат XVIII (1939), XIX (1952) съездов партии и XVIII (1941) всесоюзной партийной конференции.
Депутат Верховного Совета СССР 2-3-го созывов. Депутат Верховного Совета РСФСР 1-го созыва.

## Награды
- 2 ордена Ленина (1939; 08.02.1947, «за достигнутые успехи в развитии сельского хозяйства в 1946 году, выполнение государственного плана хлебозаготовок и своевременное обеспечение семенами весеннего сева»)
- орден Красной Звезды (1943)
- орден Трудового Красного Знамени (1957)
- орден Отечественной войны 1-й степени (1945)
- орден «Знак Почёта» (28.07.1966)
- медали: «За победу над Германией в Великой Отечественной войне 1941—1945 гг.» (1945), «За доблестный труд в Великой Отечественной войне 1941—1945 гг.» (1945), «В память 800-летия Москвы» (1947), «Ветеран труда» (1975)